# Страхова рента
Рента страхова (англ. annuity) — регулярний (щомісячний) дохід страхувальника, пов’язаний з отриманням пожиттєвої або тимчасової пенсії (ренти) за рахунок попередньо внесених до страхового фонду грошових коштів.

## Страхування ренти
Це сукупність видів страхування, за умовами яких страховик зобов'язується виплачувати застрахованій особі (особам) при дожитті до встановленого договором строку регулярне страхове забезпечення, довічно або тимчасово.
Страхування ренти передбачає, що страхувальник вносить до страхової компанії за один раз або розстроченими платежами певну суму, яку вона використовує для цілей інвестування. Після визначеного в договорі страхування часу (віку) страхувальник одержує певні виплати сам (якщо живий) або їх одержує особа, на користь якої був укладений договір страхування (чи спадкоємці).

## Договір страхування ренти
Договір страхування ренти може бути укладений як фізичною, так і юридичною особою. Фізичні особи можуть укласти договори страхування щодо себе або іншої особи. Основна вимога до фізичних осіб — це їх дієздатність. Стан здоров’я не оговорюється, і медичне засвідчення при укладенні договору страхування не проводиться.
Юридичні особи (підприємства, організації, установи) можуть укладати договори страхування стосовно своїх працівників.
Страхування ренти має на меті забезпечити страхувальникові звичний для нього матеріальний стан незалежно від змін, які пов’язані зі станом здоров’я, зменшенням або втратою працездатності, старістю. За допомогою різнобічних послуг, які можуть бути запропоновані страховиком у галузі страхування ренти, страхувальник (фізична особа) може забезпечити звичний матеріальний стан для рідних і близьких на випадок своєї смерті.
Договори страхування ренти відрізняються від інших договорів страхування тим, що страхова сума являє собою ту суму, яку виплачуватиме страховик страхувальнику (застрахованому) частками і періодично після настання певного часу (віку). Крім цього, страховик має виконувати свої обов’язки перед страхувальником (застрахованим) лише тоді, коли останній згідно з договором страхування сплатить усю суму внесків і не раніш як, наприклад, у разі змішаного страхування життя. При цьому обов’язок почати виплату певних сум може бути пов’язаний із моментом закінчення виплати всіх обумовлених внесків. Але може бути встановлений і якийсь період між закінченням виплати внесків і початком виплати ренти.
Укладаючи договори страхування, сторони узгоджують питання про періодичність сплати страхових внесків. Страхувальникові може бути надане право сплатити внески за один раз або частками. При сплаті частками (періодичними платежами) — щомісячно, щоквартально або щорічно. Розмір страхових внесків залежить від багатьох факторів, і це ускладнює роботу страхової компанії з їх визначення. До факторів, які при цьому необхідно врахувати, належить вік страхувальника (застрахованого), стать, періодичність сплати внесків тощо.
Під час дії договору страхування страхувальникові надається право змінити розміри (збільшити або зменшити) виплат та їх періодичність. До того ж, за бажання, з урахуванням умов страхування, він може розірвати договір і одержати викупну суму.

## Форми страхування ренти (ануїтетів)
- Строковий ануїтет - передбачає, що страховий внесок буде сплачений за один раз і натомість страхувальникові (застрахованому) протягом усього його життя страхова компанія здійснюватиме щорічні виплати. Цей вид ануїтету має популярність у пенсіонерів, які мають намір забезпечити собі регулярні доходи.
- Ануїтет з відстроченням виплат - виплати страховик здійснює з певної дати в майбутньому, тобто передбачається період відстрочки між укладенням договору страхування і виплатами. При цьому страхувальникові надається можливість сплачувати платежі одним внеском або регулярно протягом обумовленого періоду відстрочки.
- Тимчасовий - передбачає, що в договорі між сторонами оговорюється конкретна дата, після якої договір припиняє свою дію (якщо до цього моменту смерть не настала).
- Гарантований - строковий ануїтет, який не пов’язується із смертю клієнта і гарантується для мінімального періоду часу.
- Ануїтет спільного життя - забезпечення виплати одному з подружжя в пенсійному віці (тому, хто залишився живий). Після смерті страхувальника виплати можуть тривати в повному або у зменшеному обсязі.
- Індексований - дає змогу зменшити вплив інфляції і підвищити цінність ануїтету. При цьому розмір початкових внесків нижчий порівняно з ануїтетом з фіксованим рівнем виплат.
- Ануїтет захисту капіталу - дорожчий, ніж строковий, і передбачає забезпечення гарантії клієнтові страхової компанії або його спадкоємцям одержати суму виплачених внесків повністю.